# Povo sáliba
Sáliba é uma etnia originaria dos Llanos da Colômbia e Venezuela. Na Colômbia habitam em Casanare (Orocué, Hato Corozal e Paz de Ariporo), Meta (Puerto Gaitán) e em Vichada (Santa Rosalía). Na Venezuela vivem no norte do estado do Amazonas e estão em processo de assimilação. Falam uma língua emparentada com a língua piaroa.

## Economia
Vivem da agricultura, da pesca, da caça e do artesanato. Cultivam principalmente mandioca amarga, da qual fazem tapioca e farinha; também na suas chácaras têm culturas de inhame, batata-doce, banana, milho, cana-de-açúcar, várias frutas, e plantas para extrair fibras e para tinturas. Eles criam gado e aves. Produtos rituais como yopo, cipó-mariri, tabaco, resinas e tinturas funcionam como objetos de troca. A cestaria é obra dos homens e a olaria das mulheres. Eles vendem para os comerciantes e turistas, cerâmicas, caldeirões, budares (grandes frigideiras tradicionais) , entalhes em madeira e cestaria.